# Староутямышское сельское поселение
Староутямышское се́льское поселе́ние — муниципальное образование в Черемшанском районе Татарстана Российской Федерации.
Административный центр — село Старый Утямыш.

## История
Статус и границы сельского поселения установлены Законом Республики Татарстан от 31 января 2005 года № 45-ЗРТ «Об установлении границ территорий и статусе муниципального образования "Черемшанский муниципальный район" и муниципальных образований в его составе».

## Население
| 2010 | 2011 | 2012 | 2013 | 2014 | 2015 | 2016 |
| ---- | ---- | ---- | ---- | ---- | ---- | ---- |
| 982  | ↘980 | ↘973 | →973 | ↘959 | ↘913 | ↘902 |
| 2017 | 2018 |      |      |      |      |      |
| ↘888 | ↘876 |      |      |      |      |      |

## Состав сельского поселения
| № | Населённый пункт  | Тип населённого пункта       | Население |
| - | ----------------- | ---------------------------- | --------- |
| 1 | Верхняя Чегодайка | село                         |           |
| 2 | Подлесный Утямыш  | село                         |           |
| 3 | Старое Сережкино  | деревня                      |           |
| 4 | Старый Утямыш     | село, административный центр |           |